# Ley de Wolff
La Ley de Wolff, formulada por el destacado anatomista y cirujano alemán Julius Wolff (1836-1902) en el siglo XIX, establece un principio fundamental en la fisiología ósea. Esta ley postula que el tejido óseo en un organismo sano tiene la capacidad de ajustarse en respuesta a las cargas mecánicas a las que se somete. Cuando la carga sobre un hueso específico aumenta, este experimenta un proceso de remodelación gradual que lo fortalece y lo adapta para resistir dicha carga de manera más efectiva. Este proceso de adaptación involucra cambios en la estructura interna de las trabéculas óseas, seguidos de modificaciones secundarias en la parte externa cortical del hueso, que pueden incluir un aumento en su grosor. Asimismo, se verifica la inversa: si la carga disminuye, el hueso se vuelve menos denso y más frágil debido a la falta de estímulo para la remodelación continua. Esta disminución de la densidad ósea se conoce como osteopenia y puede manifestarse en situaciones como reemplazos de cadera u otras prótesis médicas.

## Principios básicos de la Ley de Wolff
El tejido óseo se forma y se adapta en respuesta a las fuerzas mecánicas a las que se encuentra expuesto, conforme a la Ley de Wolff. La formación y adaptación del tejido óseo en respuesta a las fuerzas mecánicas son reguladas por células óseas que son capaces de detectar y responder a las señales mecánicas locales. Las fuerzas que afectan a las células óseas y las vías de señalización participan por vía de los principios de la  mecanotransducción conformando las respuestas que se desencadenan como resultado afectando al crecimiento y a la fisiología de los huesos. Existen dos tipos de células que desempeñan un papel crucial en la mecanobiología ósea: los osteocitos, que se consideran los principales sensores mecánicos en el tejido óseo intacto, y los osteoprogenitores, las células responsables de la formación ósea que también se han relacionado recientemente con la calcificación anómala en tejidos cardiovasculares. La regulación de la función y el destino de las células óseas en respuesta a fuerzas mecánicas implica una interacción compleja entre estas células, sus entornos locales y otros tipos celulares. Por lo tanto, es necesario analizar detenidamente el papel de la mecánica en la regulación de las células óseas y su función, y aplicar ese conocimiento para mejorar las terapias, identificando señales relevantes, utilizando enfoques experimentales multifactoriales y empleando modelos avanzados que reproduzcan el entorno mecanobiológico.

## Mecanotransducción ósea
La adaptación ósea en respuesta a las cargas mecánicas se lleva a cabo a través de un proceso llamado mecanotransducción celular. En este proceso, las fuerzas mecánicas y otras señales físicas se convierten en señales bioquímicas en el contexto de la señalización celular. El proceso de mecanotransducción que impulsa la remodelación ósea consta de varios pasos que incluyen "mecanocoupling" (acoplamiento mecánico), acoplamiento bioquímico, transmisión de señales y respuesta celular. Los efectos específicos en la estructura ósea dependen de la duración, magnitud y velocidad de la carga aplicada. Se ha demostrado que solo las cargas mecánicas cíclicas tienen la capacidad de inducir la formación de nuevo tejido óseo. Durante la carga, el fluido se desplaza desde las áreas con altas fuerzas de compresión en la matriz ósea. Los osteocitos, células altamente abundantes en el tejido óseo, son extremadamente sensibles a este flujo de fluido inducido por la carga mecánica. Estos osteocitos detectan la carga y regulan el proceso de remodelación ósea al comunicarse con otras células mediante moléculas señalizadoras o contacto directo. Además, las células osteoprogenitoras, que tienen la capacidad de diferenciarse en osteoblastos (células formadoras de hueso) u osteoclastos (células destructoras de hueso), también funcionan como mecanorreceptores y su diferenciación depende de la condición de carga a la que se expongan.

## Regulación Computacional de la Remodelación Ósea
Se ha observado en modelos computacionales que los mecanismos de retroalimentación mecánica pueden estabilizar la remodelación ósea al reposicionar las trabéculas óseas en respuesta a las cargas mecánicas. Esto contribuye a mantener la integridad y fuerza ósea de manera eficiente.

## Leyes Asociadas y Ejemplos
Además de la Ley de Wolff, otras leyes como la Ley de Davis explican cómo los tejidos blandos se adaptan a las demandas mecánicas. Además, se ha propuesto el refinamiento de la Ley de Wolff, conocido como el Paradigma de Utah de la fisiología ósea o el Teorema del Mecanostato, desarrollado por Harold Frost.
Existen ejemplos que ilustran la aplicación de la Ley de Wolff en la práctica, como la asimetría en los huesos de los brazos de los jugadores de tenis, el aumento de la densidad ósea en levantadores de pesas, la pérdida de densidad ósea en astronautas que experimentan microgravedad y los efectos deformantes de la tortícolis en el desarrollo craneofacial de los niños. Estos ejemplos evidencian cómo la adaptación ósea es una respuesta fundamental del cuerpo a las demandas mecánicas en diversas situaciones.
- Los jugadores de tenis a menudo utilizan un brazo más que el otro: Los huesos del brazo que sostiene la raqueta de los jugadores de tenis se vuelven más fuertes que los del otro brazo. Sus cuerpos han fortalecido los huesos en el brazo que sostiene la raqueta, ya que rutinariamente se somete a cargas más altas de lo normal. Las cargas más críticas en los brazos de un jugador de tenis ocurren durante el saque. Hay cuatro fases principales en un saque de tenis, y las cargas más altas ocurren durante la rotación externa del hombro y el impacto de la pelota. La combinación de una carga elevada y la rotación del brazo resulta en un perfil de densidad ósea con una torsión trabecular anormal.[8]
- Los levantadores de pesas a menudo muestran aumentos en la densidad ósea en respuesta a su entrenamiento.[9]
- Los astronautas a menudo sufren lo contrario: al estar en un entorno de microgravedad, tienden a perder densidad ósea.[10]
- Los efectos deformantes de la tortícolis en el desarrollo craneofacial en niños.[11]

## Potenciales aplicaciones terapéuticas
Ciertas intervenciones fisioterapéuticas se basan en la Ley de Wolff. En medicina también se contempla el potencial de la Ley de Wolff para diseñar aplicaciones terapéuticas en patologías como la osteoartritis de rodilla. La Ley de Wolff sigue siendo estudiada y usada para nuevos avances en medicina.